# Александър Шчербаков (дипломат)
Александър Петрович Шчербаков (на руски: Александр Петрович Щербаков) е руски дипломат, служил в Кипър и Гърция в началото на XXI век.

## Биография
Шчербаков е роден на 13 май 1955 година в Москва, СССР. В 1981 година завършва Московския държавен институт за международни отношения при Министерството на външните работи и в същата година постъпва на дипломатическа служба. От 2004 до 2010 година е съветник на посланика в посолството на Русия в Никозия, Кипър. От 2011 до 2012 година е началник на Отдела за Гърция и Кипър в Четвърти европейски департамент (Балкански страни) на Министерството на външните работи. В 2012 - 2016 година е заместник-директор на Четвърти европейски департамент.
От ноември 2016 година Шчербаков е генерален консул на Руската федерация в Солун, Гърция. Дипломатическият му ранг е извънреден и пълномощен посланик втори клас.
Шчербаков умира на 13 март 2020 година.